# لی‌لی رضوانی
لی‌لی رضوانی با نام هنری لی‌لی (زاده ۱۳۲۴) بازیگر سینمای ایران پیش از انقلاب بود. وی در ایالات متحده آمریکا زندگی می‌کند. اولین حضور او در سینما با نام هنری مرجانه و در فیلم پا تو کفش من نکن، محصول مشترک ایران و اسرائیل در سال ۱۳۴۶ بود که در سال ۱۳۴۸ اکران شد. لی‌لی به‌وسیله نصرت‌الله وحدت به سینما آمد.

## زندگی شخصی
نام خانوادگی او «سلیمی» بود، ولی با نام خانوادگی همسر خود «رضوانی» که او نیز هنرپیشه بود، وارد سینما شد. پس از جدایی از همسرش در سال ۱۳۵۰، با نام شناسنامه‌ای خود «لی‌لی سلیمی» به فعالیت ادامه داد.

## فیلم‌شناسی
1. زخم خنجر رفیق (۱۳۵۸)
2. گل‌های کاغذی (۱۳۵۶) - با نام لی‌لی سلیمی
3. حرفه‌ای (۱۳۵۵)
4. کلاهبردار بین‌المللی (۱۳۵۳)
5. خیالاتی (۱۳۵۲)
6. معشوقه (۱۳۵۲)
7. هلوی پوست‌کنده (۱۳۵۲)
8. احمد چوپان (۱۳۵۱)
9. جدال در کویر (۱۳۵۱)
10. خر دجال (۱۳۵۱)
11. خوشگله (۱۳۵۱)
12. فرار از زندگی (۱۳۵۱)
13. ایوالله (۱۳۵۰)
14. هفت یکه بزن / مارکوچوغلو (۱۳۵۰) - با نام هنری لیلا سلیمی
15. دلقک‌ها (۱۳۵۰)
16. سه تا جاهل (۱۳۵۰)
17. عشقی‌ها (۱۳۵۰)
18. فریاد (۱۳۵۰)
19. مردان خشن (۱۳۵۰)
20. از یاد رفته (۱۳۴۹)
21. جوانی هم عالمی دارد (۱۳۴۹)
22. حادثه‌جویان (۱۳۴۹)
23. زیبای جیب‌بر (۱۳۴۹)
24. سکه شانس (۱۳۴۹)
25. عقاب طلایی (۱۳۴۹)
26. قصه شب یلدا (۱۳۴۹)
27. نامادری (۱۳۴۹)
28. دنیای پرامید (۱۳۴۸)
29. عشق کولی (۱۳۴۸)
30. گربه را دم حجله می‌کشند (۱۳۴۸)
31. گربه کور (۱۳۴۸)
32. خشم کولی (۱۳۴۷)
33. ماجرای شب ژانویه (۱۳۴۷)
34. پا تو کفش من نکن (۱۳۴۶) - با نام هنری مرجانه [۱]